# 조이스 빈센트
조이스 캐럴 빈센트(영어: Joyce Carol Vincent, 1965년 10월 19일 ~ 2003년 12월경)는 런던의 자신의 어느 단칸 셋방에서 시체로 발견되기까지 2년 넘게 아무도 알아채지 못한 채 죽음을 맞이한 영국의 여성이다. 사망 이전에 빈센트는 그녀를 알던 사람들과 거의 모든 연락을 끊었다. 2001년에 직업을 그만두고 가정폭력 희생자를 위한 보호소로 옮겼다. 거의 동시에 친구, 가족과 연락을 줄이기 시작했다. 2003년 1월 즈음 단칸셋방에서 죽음을 맞았는데, 그곳엔 가족도, 함께 일하는 동료도, 눈치를 챌만한 이웃도 없었다. 사체는 2006년 1월 25일에 발견되었으며 사인은 천식이나 최근의 위궤양 합병증으로 인한 것으로 추정된다.
그녀의 삶과 죽음은 2011년 다큐드라마 영화인 《드림스 오브 어 라이프》의 주제가 되었다. 이 영화와 빈센트의 삶은 음악가 스티븐 윌슨의 음반 《Hand. Cannot. Erase.》, 또 밴드 미스 빈센트의 이름과 《No One Knew》(아무도 몰랐다)라는 제목의 첫 무대에 영향을 주었다.

## 생애
조이스 빈센트는 1965년 10월 19일 해머스미스에 태어났으며 Fulham Palace가 주변에서 자랐다.
부모는 그레나다 섬나라에서 런던으로 이주했다. 아버지 로렌스는 아프리카계 목수였고 어머니는 인도계 리리스(Lyris) 출신이었다. 수술 후 어머니는 빈센트가 11살이었을 때 사망했으며 빈센트의 4명의 언니들은 그녀의 양육을 떠맡았다. 그녀는 자신과 감정적으로 거리가 먼 아버지와 관계가 부담이 되었고 2001년 아버지가 사망했다고 주장했다. (실제로 그는 2004년에 사망했다) Melcombe Primary School, Fulham Gilliatt School for Girls를 다니다가 16세에 자퇴했다.
1985년, 빈센트는 시티오브런던의 오버시스 컨테이너스 리미티드(Overseas Containers Limited, OCL)의 비서로 일하기 시작했다. 그 뒤 C.Itoh, Law Debenture에서 일하다가 언스트 엔 영에 합류하였다. 4년 간 언스트 앤 영의 재무부에서 일했으나 2001년 3월 알 수 없는 이유로 사직했다. 그 직후 빈센트는 해링게이구의 가족 피해자 쉼터에서 일정 기간 시간을 보내다가 중저가 호텔에서 청소부로 일했다. 이 기간 동안 가족과 별거하게 되었다. 조사에 수반된 출처에 따르면 다음과 같다: "그녀는 자신의 가족과 떨어졌으나 사이가 틀어진 것은 아니었다. 그들은 괜찮은 가족이다. 우리는 그녀가 어떠한 관계에 속했고 가족 폭력의 이력이 있었음을 이해한다." 그녀는 가정 폭력의 희생자가 되는 것이 부끄러웠거나 폭력자에 의해 추적을 당하고 싶지 않았을 것이라 추정되었다.
가정 폭력의 희생자로서 빈센트는 2003년 2월 우드 그린 쇼핑 시티의 단칸 셋방 아파트로 이사했다. 이 아파트의 소유자는 메트로폴리탄 신용 대부였으며 이 아파트는 가정 폭력 희생자들을 거주시키기 위해 사용되었다. 2003년 11월, 위궤양으로 인해 피를 토한 뒤 그녀는 노스 미들섹스 병원(North Middlesex Hospital)에서 이틀 간 입원하였다.

## 사망
빈센트는 2003년 12월 즈음에 사망했으나 사인은 불명이다. 천식으로 고통을 받았으며 천식 또는 최근의 위궤양 합병증이 잠재적인 사인으로 제안되었다. 병리학자에 따르면 사체는 "거의 뼈대"만 남았다고 설명되었으며 그녀가 포장했던 미배송 크리스마스 선물들 주변의 쇼핑백 옆에 등을 드러눕고 있었다. 그 선물이 누구에게 전달된 것인지는 알려져 있지 않았고 이 건과 관련한 경찰 보고는 소실되었다.
이웃들은 이 아파트가 아무도 살지 않는 것으로 생각했으며 분해되는 사체 조직의 냄새는 주변 쓰레기통 때문인 것으로 추측했다. 아파트의 창들은 직사광이 숙박시설 안으로 들어오게 하지 못했다. 약물 중독이 이 지역에 빈번했는데 이것이 아무도 텔레비전의 일정한 소음에 의심을 두지 않았는지 그 이유를 설명할 수 있다. 그녀의 임대 비용 중 절반은 혜택 기관들에 의해 자동으로 메트로폴리탄 신용 대부에 지불되었기 때문에 공무원들은 그녀가 아직도 살아있던 것으로 믿었던 것이다. 그러나 2년에 걸쳐 £2,400가 지불되지 않은 채 쌓여만 갔고 주택 관계자들은 재산 압류를 결정하였다. 그녀의 시체는 집단관들이 아파트로의 진입을 강행했던 2006년 1월 25일 발견되었다. 텔레비전과 가열기구는 계속 켜져 있었는데 이는 대금 직불 청구, 채무 면제 덕분에 계속 청구되고 있었기 때문이다.
메트로폴리탄 신용 대부는 빈센트 사망 후 일정 기간 동안 지불되었던 주택 수당으로 인해 훨씬 늦게까지 연체금이 인지되지 못했다고 언급했다. 또, 신용 대부는 사망 시부터 사체 발견에 이르는 2년 동안 이웃이나 방문객에 의해 염려가 제기되지 않았다고 말했다.
빈센트의 사체는 온전한 검시를 받기에 너무 부패되었으며 의료 기록을 통해 신상을 확인해야 했다. 경찰은 폭행치사로 이야기할만한 것이 아무것도 없었기 때문에 사인을 자연사로 규정했다: 앞문은 이중 잠금되어 있었고 침입의 증거도 없었다. 사망 당시 남자친구가 있었으나 경찰은 그를 추적하는 것은 불가능했다. 언니들은 그녀를 찾기 위해 사립 탐정을 고용하였고 구세군과 연락했으나 이러한 시도들은 성공적이지 못했다. 탐정은 빈센트가 살던 집을 찾아냈으며 가족은 그녀에게 편지를 썼다. 그러나 당시 그녀가 이미 사망했기 때문에 가족은 답장을 받지 못했으며 가족은 그녀가 고의로 가족과 관계를 끊은 것으로 추정했다.

## 미스 빈센트
빈센트에 관한 이야기를 들은 미스 빈센트의 보컬리스트 알렉스 마셜은 그녀의 삶에 관한 노래를 작사했다. 이 노래의 원제는 《Miss Vincent》(미스 빈센트)였으나 마침내 《No One Knew》(아무도 몰랐다)로 제목을 바꾸고 자신의 밴드 이름을 미스 빈센트로 변경하기로 결정하였다. 이는 이 밴드의 첫 싱글이었으며 2012년 10월 5일 발매되었다.